# Handball-DDR-Oberliga (Männer) 1967/68
Die Handball-DDR-Oberliga 1967/68 wurde bei den Männern erstmals nur noch im Hallenhandball ausgetragen. Neuer Meister wurde der SC Empor Rostock.

## Meisterschaftsverlauf
Die Männer des SC Empor Rostock holten sich nach 1956 und 1957 zum dritten Mal den Titel in der Halle. Bereits einen Spieltag vor Ende der Oberligasaison war die Entscheidung gefallen. Der Vorjahresmeister SC Dynamo Berlin lag drei Punkte zurück und konnte die Rostocker nicht mehr einholen. Obwohl der SC Empor in der Rückrunde die drei schweren Auswärtsspiele gegen die beiden Leipziger Mannschaften SC Leipzig und SC DHfK Leipzig sowie gegen Wismut Aue absolvieren musste, holte er aus diesen Begegnungen fünf Punkte und gewann gegen den Titelverteidiger in eigener Halle. Die Rostocker zeichneten sich durch ihre gute athletische Verfassung aus, hatten mit Klaus Prüsse einen hervorragenden Torhüter und mit Reiner Ganschow einen treffsicheren Torschützen. Im letzten Meisterschaftsspiel, das gegen den SC Magdeburg mit 30:16 gewonnen wurde, spielte folgende Mannschaft:
Klaus Prüsse (1 Tor) – Klaus Langhoff (6), Muhss, Georg Bolitschew (5), Gerhard Gernhöfer (1), Heinz Strauch (4), Reiner Ganschow (13), Obermayer, Schneider, Beu.
Hinter dem entthronten Vorjahresmeister kam die beiden Leipziger Klubs SC und DHfK auf die Plätze drei und vier, gefolgte von der besten Betriebssportgemeinschaft, der BSG Wismut Aue. Der Neuling BSG Chemie Premnitz erreichte nie Oberliganiveau und musste nach 16 Niederlagen postwendend wieder absteigen. Der zweite Absteiger wurde in einem Entscheidungsspiel zwischen den punktgleichen Mannschaften Motor Eisenach und ZAB Dessau ermittelt. Aufsteiger Motor Eisenach erreichte mit einem 22:20-Sieg in Premnitz den Klassenerhalt.

## Abschlusstabelle
| Pl. | Mannschaft                 | Sp | S  | U | N  | Tore    | Punkte |
| 1   | SC Empor Rostock           | 18 | 15 | 1 | 2  | 359:257 | 31:05  |
| 2   | SC Dynamo Berlin (M)       | 18 | 14 | - | 4  | 379:307 | 28:08  |
| 3   | SC Leipzig                 | 18 | 12 | 1 | 5  | 365:291 | 25:11  |
| 4   | SC DHfK Leipzig            | 18 | 12 | - | 6  | 371:305 | 24:12  |
| 5   | BSG Wismut Aue             | 18 | 8  | 1 | 9  | 341:343 | 17:19  |
| 6   | SC Magdeburg               | 18 | 7  | 2 | 9  | 348:366 | 16:20  |
| 7   | ASK Vorwärts Berlin        | 18 | 7  | - | 11 | 314:317 | 14:22  |
| 8   | BSG Motor Eisenach (N)     | 18 | 5  | 1 | 12 | 297:381 | 11:25  |
| 9   | BSG ZAB Dessau (A)         | 18 | 5  | 1 | 12 | 303:381 | 11:25  |
| 10  | BSG Chemie Premnitz (N, A) | 18 | 1  | 1 | 16 | 317:446 | 03:33  |

| Entscheidungsspiel um den Klassenerhalt in Premnitz: BSG Motor Eisenach – BSG ZAB Dessau 22:20 |

## Erläuterungen
1. ↑  A=Absteiger, M=Meister, N=Neuling